# Communauté d’agglomération Arles-Crau-Camargue-Montagnette
Die Communauté d’agglomération Arles-Crau-Camargue-Montagnette ist ein französischer Gemeindeverband mit der Rechtsform einer Communauté d’agglomération im Département Bouches-du-Rhône in der Region Provence-Alpes-Côte d’Azur. Sie wurde am 4. Dezember 2003 gegründet und umfasst sechs Gemeinden. Der Verwaltungssitz befindet sich in der Stadt Arles.

## Mitgliedsgemeinden
| Gemeinde                                                   | Einwohner 1. Januar 2022 | Fläche km² | Dichte Einw./km² | Code INSEE | Postleitzahl |
| ---------------------------------------------------------- | ------------------------ | ---------- | ---------------- | ---------- | ------------ |
| Arles                                                      | 51.156                   | 758,93     | 67               | 13004      | 13200        |
| Boulbon                                                    | 1.531                    | 19,33      | 79               | 13017      | 13150        |
| Saint-Martin-de-Crau                                       | 13.962                   | 214,87     | 65               | 13097      | 13310        |
| Saint-Pierre-de-Mézoargues                                 | 228                      | 4,13       | 55               | 13061      | 13150        |
| Saintes-Maries-de-la-Mer                                   | 2.278                    | 374,61     | 6                | 13096      | 13460        |
| Tarascon                                                   | 15.525                   | 73,97      | 210              | 13108      | 13150        |
| Communauté d’agglomération Arles-Crau-Camargue-Montagnette | 84.680                   | 1.445,84   | 59               | –          | –            |